# Torneio de Roland Garros de 2000
O Torneio de Roland Garros de 2000 foi um torneio de tênis disputado nas quadras de saibro do Stade Roland Garros, em Paris, na França, entre 29 de maio e 11 de junho. Corresponde à 33ª edição da era aberta e à 99ª de todos os tempos.

## Finais

### Profissional
| Categoria | Evento    | Campeã(s)(o/ões)               | Vice-campeã(s)(o/ões)               | Resultado           | Chave(s)  | Chave(s)       |
| --------- | --------- | ------------------------------ | ----------------------------------- | ------------------- | --------- | -------------- |
| Simples   | Masculino | Gustavo Kuerten                | Magnus Norman                       | 6–2, 6–3, 2–6, 7–66 | principal | qualificatório |
| Simples   | Feminino  | Mary Pierce                    | Conchita Martínez                   | 6–2, 7–5            | principal | qualificatório |
| Duplas    | Masculino | Todd Woodbridge Mark Woodforde | Paul Haarhuis Sandon Stolle         | 7–6, 6–4            | principal | principal      |
| Duplas    | Feminino  | Martina Hingis Mary Pierce     | Virginia Ruano Pascual Paola Suárez | 6–2, 6–4            | principal | principal      |
| Duplas    | Misto     | Mariaan de Swardt David Adams  | Rennae Stubbs Todd Woodbridge       | 6–3, 3–6, 6–3       | principal | principal      |

### Juvenil
| Categoria | Evento    | Campeã(s)(o/ões)                                    | Vice-campeã(s)(o/ões)          | Resultado      | Chave(s)  | Chave(s)       |
| --------- | --------- | --------------------------------------------------- | ------------------------------ | -------------- | --------- | -------------- |
| Simples   | Masculino | Paul-Henri Mathieu                                  | Tommy Robredo                  | 3–6, 7–63, 6–2 | principal | qualificatório |
| Simples   | Feminino  | Virginie Razzano                                    | María Emilia Salerni           | 5–7, 6–4, 8–6  | principal | qualificatório |
| Duplas    | Masculino | Marc López Tommy Robredo                            | Joachim Johansson Andy Roddick | 7–62, 6–0      | principal | principal      |
| Duplas    | Feminino  | María José Martínez Sánchez Anabel Medina Garrigues | Matea Mezak Dinara Safina      | 6–0, 6–1       | principal | principal      |